# 돌리 시나트라
돌리 시나트라(Dolly Sinatra, 1896년 12월 26일 ~ 1977년 1월 6일)는 미국의 배우이자 가수인 프랭크 시나트라의 어머니이다. 제노바의 루마르초에서 태어났으며, 어렸을 때 미국으로 이민을 왔다.
1913년 안토니 마틴 시나트라와 결혼하였으며, 1915년 프랭크 시나트라를 출산하였다. 금주법이 시행되고 있을 때에는 주점을 운영했으며, 정치 활동이나 조산사로도 활동하였다. 1977년 비행기 사고로 사망하였다.